# Leucania singularis
Leucania singularis är en fjärilsart som beskrevs av Butler 1878. Leucania singularis ingår i släktet Leucania och familjen nattflyn. Inga underarter finns listade i Catalogue of Life.